# Neoarius
Neoarius is een geslacht van straalvinnige vissen uit de familie van christusvissen (Ariidae).

## Soorten
- Neoarius berneyi (Whitley, 1941)
- Neoarius coatesi (Kailola, 1990)
- Neoarius graeffei (Kner & Steindachner, 1867)
- Neoarius leptaspis (Bleeker, 1862)
- Neoarius latirostris (Macleay, 1883)
- Neoarius midgleyi (Kailola & Pierce, 1988)
- Neoarius pectoralis (Kailola, 2000)
- Neoarius taylori (Roberts, 1978)
- Neoarius utarus (Kailola, 1990)
- Neoarius velutinus (Weber, 1907)